# 1932
1932. је била преступна година.

## Догађаји

### Јануар
- 28. јануар — Јапан окупирао Шангај.

### Фебруар
- 16. фебруар — На општим изборима у Ирској победила партија Фијана фејл, одвојено крило Шин фејна, а њен лидер Еамон де Валера постао председник извршног комитета Слободне Државе Ирске.

### Март
- 3. март — Јапан је прогласио независност Манџурије на челу са свргнутим кинеским царем Пу Јием (царевима Манџукуо).
- 4. март — Откривен је астероид 1241 Дајсона, а назив је добио по енглеском астроному Френку Дајсону.

### Јул
- 5. јул — Антонио де Оливеира Салазар је постао премијер Португалије.

### Септембар
- 6—7. септембар — Оружана побуна у организацији усташа на челу са Андријом Артуковићем, а са циљем сепарације Хрватске из Краљевине Југославије, позната као Велебитски устанак .
- 23. септембар — Неџад, Хеџас и више других области које је под патронатом Велике Британије на Арабијском полуострву припојила династија Саудита, ујединило се у државу Саудијска Арабија.

### Новембар
- 2. новембар – Ему рат, војна операција спроведена од стране Аустралијске војске, са циљем смањења броја емуа
- 8. новембар — На председничким изборима у САД, кандидат Демократске странке, Френклин Д. Рузвелт, изабран је за председника САД победивши актуелног републиканског председника Херберта Хувера.

## Рођења

### Јануар
- 3. јануар — Дабни Колман, амерички глумац (прем. 2024)
- 5. јануар — Умберто Еко, италијански писац, филозоф, семиолог, теоретичар књижевности, есејист и историчар средњег века (прем. 2016)
- 9. јануар — Божидар Павићевић, српски глумац (прем. 2004)
- 16. јануар — Дајан Фоси, америчка зоолошкиња и заштитница планинских горила (прем. 1985)
- 22. јануар — Пајпер Лори, америчка глумица (прем. 2023)
- 27. јануар — Зоран Прљинчевић, српски фудбалер (прем. 2013)

### Фебруар
- 2. фебруар — Босиљка Боци, српска глумица (прем. 1997)
- 5. фебруар — Чезаре Малдини, италијански фудбалер и фудбалски тренер (прем. 2016)
- 6. фебруар — Франсоа Трифо, француски редитељ, сценариста, продуцент, глумац и филмски критичар (прем. 1984)
- 8. фебруар — Џон Вилијамс, амерички композитор, диригент и пијаниста
- 9. фебруар — Круно Валентић, хрватски глумац (прем. 2000)
- 18. фебруар — Милош Форман, чешко-амерички редитељ, сценариста и глумац (прем. 2018)
- 26. фебруар — Џони Кеш, амерички музичар, глумац и писац (прем. 2003)
- 27. фебруар — Елизабет Тејлор, америчко-енглеска глумица (прем. 2011)

### Март
- 4. март — Миријам Макеба, јужноафричка певачица, глумица и активисткиња за грађанска права (прем. 2008)
- 6. март — Душан Булајић, српски глумац (прем. 1995)
- 14. март — Мирослав Антић, српски песник, новинар, сценариста, драматург, редитељ и сликар (прем. 1986)
- 16. март — Боро Беговић, српски глумац (прем. 1993)
- 18. март — Џон Апдајк, амерички писац (прем. 2009)
- 20. март — Бранислав Цига Јеринић, српски глумац (прем. 2006)

### Април
- 1. април — Деби Рејнолдс, америчка глумица, певачица и плесачица (прем. 2016)
- 4. април — Ентони Перкинс, амерички глумац, редитељ и певач (прем. 1992)
- 4. април — Андреј Тарковски, руски редитељ, сценариста, писац и теоретичар филма (прем. 1986)
- 10. април — Омар Шариф, египатски глумац (прем. 2015)
- 27. април — Анук Еме, француска глумица (прем. 2024)
- 27. април — Душан Јанићијевић, српски глумац (прем. 2011)

### Мај
- 1. мај — Тамара Милетић, српска глумица (прем. 2014)
- 16. мај — Душан Почек, српски глумац (прем. 2014)
- 18. мај — Јован Јанићијевић Бурдуш, српски глумац (прем. 1992)
- 21. мај — Жан Стабленски, француски бициклиста (прем. 2007)
- 28. мај — Александар Гаврић, српски глумац (прем. 1972)

### Јун
- 5. јун — Станоје Јоцић, југословенски и српски фудбалер
- 21. јун — Лало Шифрин, аргентински џез пијаниста, диригент и композитор филмске музике (прем. 2025)
- 28. јун — Пет Морита, амерички глумац и комичар (прем. 2005)

### Јул
- 8. јул — Петар Лаловић, српски редитељ, сценариста и сниматељ (прем. 2015)

### Август
- 2. август — Питер О’Тул, ирски глумац (прем. 2013)
- 7. август — Абебе Бикила, етиопски атлетичар (прем. 1973)
- 7. август — Ђорђе Николић, југословенски и српски сниматељ (прем. 2018)
- 17. август — Видјадар Сураџпрасад Најпол, индијско-енглески књижевник
- 31. август — Дубравка Нешовић, српска певачица (прем. 2019)

### Септембар
- 8. септембар — Петси Клајн, америчка певачица (прем. 1963)
- 12. септембар — Даринка Ђурашковић, српска глумица (прем. 2003)
- 15. септембар — Ен Бенон, америчка књижевница и лингвисткиња
- 22. септембар — Ингемар Јохансон, шведски боксер (прем. 2009)
- 29. септембар — Роберт Бентон, амерички сценариста и редитељ (прем. 2025)
- 30. септембар — Арсеније Јовановић, српски редитељ, сценариста и преводилац (прем. 2025)

### Октобар
- 13. октобар — Душан Макавејев, српски редитељ и сценариста (прем. 2019)
- 27. октобар — Хари Грег, северноирски фудбалер и фудбалски тренер (прем. 2020)
- 27. октобар — Силвија Плат, америчка књижевница (прем. 1963)
- 30. октобар — Луј Мал, француски редитељ, сценариста и продуцент (прем. 1995)

### Новембар
- 6. новембар — Предраг Гојковић Цуне, српски певач (прем. 2017)
- 10. новембар — Рој Шајдер, амерички глумац (прем. 2008)

### Децембар
- 2. децембар — Серђо Бонели, италијански стрип аутор и издавач (прем. 2011)
- 3. децембар — Кори Брокен, холандска певачица (прем. 2016)
- 5. децембар — Литл Ричард, амерички музичар (прем. 2020)
- 7. децембар — Елен Берстин, америчка глумица
- 8. децембар — Шарли Гол, луксембуршки бициклиста (прем. 2005)
- 12. децембар — Боб Петит, амерички кошаркаш
- 30. децембар — Паоло Вилађо, италијански глумац, сценариста, редитељ и комичар (прем. 2017)
- 30. децембар — Бранко Вујовић, српски глумац (прем. 1993)

## Смрти

### Фебруар
- 19. фебруар — Михаило Рашић, командант Дунавске дивизије у Кумановској бици 1912. (*1858)

### Мај
- 16. мај — Албер Лондр, француски писац и новинар. (*1884)

### Јул
- 2. јул - Мануел II од Португалије, краљ Португалије

### Август
- 2. август — Игнац Зајпел, аустријски политичар и свештеник. (*1876)
- 19. август — Јохан Шобер, аустријски политичар, први председник Интерпола и канцелар Аустрије у три наврата. (*1874)

### Октобар
- 29. октобар — Жозеф Бабински, француско-пољски неуролог. (* 1857).

### Новембар
- 4. новембар — Марко Т. Леко , српски хемичар. (*1853)

## Нобелове награде
- Физика — Вернер Хајзенберг
- Хемија — Ирвинг Лангмјур
- Медицина — Сер Чарлс Скот Шерингтон и Едгар Даглас Адријан
- Књижевност — Џон Голсворди
- Мир — Награда није додељена
- Економија — Награда у овој области почела је да се додељује 1969. године